# Xylopia odoratissima
Xylopia odoratissima là loài thực vật có hoa thuộc họ Na. Loài này được Welw. ex Oliv. miêu tả khoa học đầu tiên năm 1868.